# Classics (album Sarah Brightman)
Classics jest albumem Sarah Brightman wydanym w 2001 roku. Został złożony z wydanych już utworów (Time to Say Goodbye, Pie Jesu), oraz nowych (Ave Maria, Recuerdos de la Alhambra). Classics został powtórnie wydany w Europie jako Classics: The Best Of Sarah Brightman w 2006. Europejska edycja posiada tę samą grafikę na okładce, lecz różni się listą utworów.

## Lista utworów
1. "Ave Maria" – Schubert: "Ellens Gesang 3", Opus 52/6 (3:00)
2. "La Wally" – Catalani: "La Wally – Ne Andrò Lontano" (4:03)
3. "Winter Light" – Eric Kaz, Linda Ronstadt, Zbigniew Antoni Preisner: "Winter Light" (3:17)
4. "Anytime, Anywhere" – Tomaso Albinoni: "Adagio in G minor 'Anytime, Anywhere'" (3:19)
5. "Alhambra" – Tarrega: "Recuerdos de la Alhambra" (4:01)
6. "Lascia Ch'io Pianga" – Händel: "Rinaldo, HWV 7 – Lascio Ch'io Pianga" (3:30)
7. "Dans la Nuit" – Chopin: "Etude in E, Opus 10/3 CT16 – Dans la Nuit" (2:45)
8. "Serenade/How Fair This Place" – Siergiej Rachmaninow: "How Fair This Spot, Opus 21/7" (3:25)
9. "O Mio Babbino Caro" – Puccini: "Gianni Schicchi – O Mio Babbino Caro" (2:22)
10. "La Luna" – Dvořák: "Rusalka, Opus 114 B 203" (4:59)
11. "Pie Jesu" – Lloyd Webber: "Requiem" – Pie Jesu (3:44)
12. "Figlio Perduto" – Beethoven: "Symphony #7 in A, Opus 92, 'Figlio Perduta'" (4:39)
13. "Nessun Dorma" – Puccini: "Turandot – Nessun Dorma" (3:52)
14. "Bailero" – Joseph Canteloube: "Bailero" (3:13)
15. "Time To Say Goodbye (Solo Version)" – Francesco Sartori: "Con Te Partirò" (4:06)
16. "Regnava Nel Silenzio (live)" – Gaetano Donizetti: "Lucia Di Lammermoor" (9:06) (bonus track dla wydania japońskiego)